# سرگی گویلو
سرگی گویلو (انگلیسی: Sergi Guilló؛ زادهٔ ۲۳ مهٔ ۱۹۹۱) بازیکن فوتبال اهل اسپانیا است.
از باشگاه‌هایی که در آن بازی کرده‌است می‌توان به باشگاه فوتبال الچه و باشگاه فوتبال رئال مورسیا اشاره کرد.